# Cecina Decio Aginazio Albino (console 444)
Flavio Cecina Decio Aginazio Albino (in latino Flavius Caecina Decius Aginatius Albinus; fl. 440-448) è stato un politico romano di età imperiale.
Membro della gens Caecina, Albino era nipote di Cecina Decio Aginazio Albino, praefectus urbi nel 414–415. Potrebbe essere identificato con il Flavio Albino che fu praefectus urbi di Roma nel 426.
Albino ebbe una carriera di rilievo, ed è considerato uno degli statisti migliori del suo tempo: fu probabilmente prefetto del pretorio delle Gallie nel 440, d'Italia, Illirico e Africa tra il 443 e il 449, console posterior per l'Occidente con l'imperatore Teodosio II come collega nel 444 e patricius dal 446.
È possibile che abbia organizzato delle indagini riguardo ad accuse mosse contro papa Sisto III.